# Моррисон, Томми
То́мми Мо́ррисон (англ. Tommy Morrison; 2 января 1969, Грейветт, Арканзас — 1 сентября 2013, Омаха, Небраска) — американский боксёр-профессионал, также актёр, чемпион мира среди профессионалов в тяжёлом весе по версии WBO.

## Профессиональная карьера
Дебютировал в ноябре 1988 года в бою с Уильямом Муххамадом, которого нокаутировал в 1 раунде.
Выиграл первые 11 боёв нокаутом
В июне 1989 года встретился со Стивом Зоуски. Моррисон доминировал весь бой. В 4 раунде он послал Зоуски в нокдаун. В итоге Моррисон победил единогласным решением судей в 4-раундовом бою. Зоуски стал первым боксёром, которому удалось продержаться с Моррисоном до конца боя.
В июле 1989 года встретился с Аароном Брауном. В первом раунде Моррисон отправил Брауна в нокдаун. Моррисон доминировал весь бой и победил единогласным решением судей в 6-раундовом бою.
В сентябре 1989 года встретился с Риком Энисом. Этот бой транслировался на канале ESPN. Моррисон победил техническим нокаутом в 1 раунде.
В сентябре 1989 года встретился с Дэвидом Джако. Моррисон победил нокаутом в 1 раунде.
В октябре 1989 года он очень зрелищно нокаутировал Гарри Террела, тот отключился прямо в ринге на несколько минут.

#### Бой с Джеймсом Тиллисом
В январе 1991 года, он вышел против бывшего претендента на титул чемпиона мира Джеймсом Тиллисом. Моррисон действовал очень хладнокровно, вымеривая каждый свой шаг, взвешивая каждый свой удар. Он стартовал ложным джебом по корпусу и плотным правым по корпусу, мгновенно добавив правый боковой точно в челюсть, от которого Джеймс завалился на правый бок. После отсчёта Моррисон немедленно пробил двойной левый боковой по печени, в голову и тут же правый боковой в голову. В течение двух минут Тиллис падал ещё трижды после различных замысловатых силовых комбинаций Моррисона, пока рефери не остановил избиение.

#### Бой с Пинклоном Томасом
В феврале 1991 года вышел на ринг против экс-чемпиона мира Пинклона Томаса. Весь первый раунд Моррисон методично избивал Томаса, в перерыве на второй раунд, врач посоветовал остановить поединок.

#### Бой с Рэем Мерсером
В октябре 1991 года Моррисон встретился с непобеждённым чемпионом мира по версии WBO Рэем Мерсером. Фаворитом в этом бою был Моррисон. Мерсера было сложно воспринять всерьёз, поскольку он уже едва не проиграл по очкам два поединка. Моррисон старался быстро нокаутировать Мерсера и отомстить за поражение в отборочном туре Сеульской Олимпиады и быстро выдохся. Выиграв первые два раунда, Моррисон, казалось, был близок к тому, чтобы нокаутировать чемпиона в следующем. Однако сказалась слабая выносливость Томми, и у него не осталось сил, чтобы дожать Мерсера до конца третьего раунда. В самом начале пятого раунда Мерсер отступил в угол, а Моррисон пригнулся с непонятными намерениями. И тогда Рэй коротко ударил в его незащищённый левый висок, а затем обрушил град ударов, нокаутировав Моррисона. После боя Мерсер отказался от малопрестижного титула WBO.
После поражения Моррисон через 4 месяца вернулся на ринг и в бою с Бобом Куарри победил нокаутом во 2 раунде.

#### Бой с Джо Хиппом
В июне 1992 года, он выступил против крепкого Джо Хиппа. Бой был зрелищный, Хипп оказался неудобным соперником для Моррисона. Хипп побывал в нокдауне в 5 и 9 раунде, но несмотря на это постоянно шёл вперед, осыпая Моррисона ударами вблизи. В бою он сломал Моррисону челюсть. Тем не менее, Моррисон победил нокаутом в 9 раунде.

#### Бой с Карлом Уильямсом
В январе 1993 года Томми Моррисон встретился с бывшим чемпионом США по версии USBA Карлом Уильямсом. Уильямс побывал на настиле ринга в первом и третьем раундах, однако он переломил ход боя в пятом раунде. Он дважды сбивал с ног Моррисона, выиграл три раунда подряд, но в восьмом раунде неожиданно потерял интерес к бою, принялся жаловаться рефери на своё рассечение над левой бровью, после чего долго не отвечал на атаки соперника. Рефери Миллс Лейн неожиданно остановил поединок. На момент остановки боя Уильямс вёл на карточках двух судей со одинаковым счётом, тогда, как третий судья дал предпочтение Моррисону. Это была одна из самых странных сдач боя в истории профессионального бокса.

#### Бой с Джорджем Форманом
В июне 1993 года Моррисон встретился с Джорджем Форманом. На кону значился вакантный титул WBO, от которого отказался Майкл Мурер. Весь бой Моррисон провёл в своей привычной манере: отдыхал за пределами джеба, регулярно влетал на средне-ближнюю с ударами с обеих рук под разными углами, сразу клинчевал или отпрыгивал назад. Большой Джордж прессинговал, но уступал в скорости Морисону. По окончании матча все трое судей со счётом 117—110 (дважды), 118-109 отдавали своё предпочтение Моррисону.
После завоевания титула Моррисон защитил его лишь один раз, против Тима Томашека.

#### Бой с Майклом Бенттом
В октябре 1993 года, Моррисон вышел на ринг против 5-кратного чемпиона США среди любителей Майкла Бентта. Моррисон знал, что из-за сильнейшего сотрясения мозга Бентт очень плохо держит удар и потому рассчитывал быстро нокаутировать его. На первой минуте Моррисону удалось чисто попасть в претендента. Далее он попытался добить потрясённого соперника у канатов, однако сам нарвался на более тяжёлые удары, и после трёх нокдаунов Моррисона подряд рефери остановил матч.
После поражения Моррисон вышел на ринг через четыре месяца, и победил нокаутом в 3 раунде боксёра среднего эшелона Туа Тоуи.

#### Бой с Россом Пьюритти
В июле 1994 года Моррисон вышел против Росса Пьюритти. Моррисон дважды побывал в нокдауне в шестом и десятом раунде. Тем не менее, была зафиксирована спорная ничья. Многие посчитали, что выиграл Пьюритти.
После этого карьера Моррисона пошла на спад, он подсел на наркотики и стал злоупотреблять алкоголем.
Следующий поединок он провёл спустя 7,5 месяца и победил нокаутом в 1 раунде.
Было заметно, что Моррисон уже далеко не тот, которым был раньше — он стал больше пропускать от боксёров, которые годились ему в «мешки».

#### Бой с Донованном Раддоком
В июне 1995 году Морисон встретился с Донованом Раддоком за вакантный титул IBC, которым Раддок владел ранее. Раддок был в отвратительной физической форме, поскольку не готовился к бою, так как о контракте он узнал незадолго до него. В ходе поединка оба боксёра побывали в нокдауне: Моррисон в 1-м раунде, а Раддок в 2-м. В 6-м раунде Раддок снова упал на канвас. В этом же раунде ему был дважды отсчитан стоячий нокдаун. После чего рефери остановил поединок по правилу 3-х нокдаунов и зафиксировал победу Моррисона техническим нокаутом.

#### Бой с Ленноксом Льюисом
В октябре 1995 года Моррисон встретился с Ленноксом Льюисом. Льюис с первых секунд боя доминировал в ринге, не оставив ни малейшего шанса Моррисону. Во втором раунде он отправил Моррисона в нокдаун после апперкота, тот сразу встал. В четвёртом раунде Моррисон снова побывал в нокдауне. К шестому раунду Моррисон уже практически ничего не видел, из-за сильных гематом под глазами, Льюис взвинтил темп, и отправил уже в третий нокдаун избитого Моррисона, тот встал. Льюис пошёл на добивание, а через минуту отправил Моррисона в четвёртый нокдаун, тот еле уже держался на ногах и уже полностью ничего не видя. Рефери Миллс Лейн остановил поединок ввиду одностороннего избиения и присудил победу Льюиса техническим нокаутом в шестом раунде.

### Анализы на ВИЧ
В феврале 1996 года Моррисон объявил, что у него обнаружен вирус иммунодефицита.
В 1996 году Моррисону был поставлен диагноз ВИЧ, анализы неоднократно это подтверждали в том же году, хотя впоследствии Моррисон отрицал эти факты. В 2000 году он был осужден за ношение оружия и вождение автомобиля в состоянии наркотического опьянения и провёл 14 месяцев в тюрьме. Тюремные врачи настояли на том, чтобы он начал принимать терапию от ВИЧ, что на тот момент спасло ему жизнь.В 2007 году были проведены три анализа и в 2-х анализах диагноз не подтвердился, хотя 3-й анализ в другой клинике показал наличие антител на ВИЧ. Тогда Моррисон сдал 4-й анализ, где РНК ВИЧ не оказалось.
В январе 2011 года RACJ, комиссия по боксу в провинции Квебек, потребовала, чтобы Моррисон сдал контрольный тест на ВИЧ, в преддверии запланированного боя на 2011 год. Моррисон отказался пройти тест, сказав, что будет такой же тест, как был в Неваде в 1996 году.

## Возвращение
После того как в 2007 году ВИЧ у Моррисона не был обнаружен, Моррисон возобновил боксёрскую лицензию и провёл ещё 2 четырёхраундовых поединка, первый в США в 2007, второй в Мексике в 2008 году. Оба боя выиграл нокаутом, после этого ушёл из бокса. Подозревали, что он мог подделать анализы крови в 2007 году.

## Смешанные единоборства
Также Моррисон провёл три боя по правилам ММА, во всех одержав победу нокаутом в первом раунде. Бои он проводил в индейских резервациях Аризоны, на которые не распространялась юрисдикция официальной спортивной комиссии штата.

## Актёрская карьера
В 1990 году Томми снялся в фильме «Рокки 5» в роли боксёра Томми Ганна (англ. Tommy Gunn).

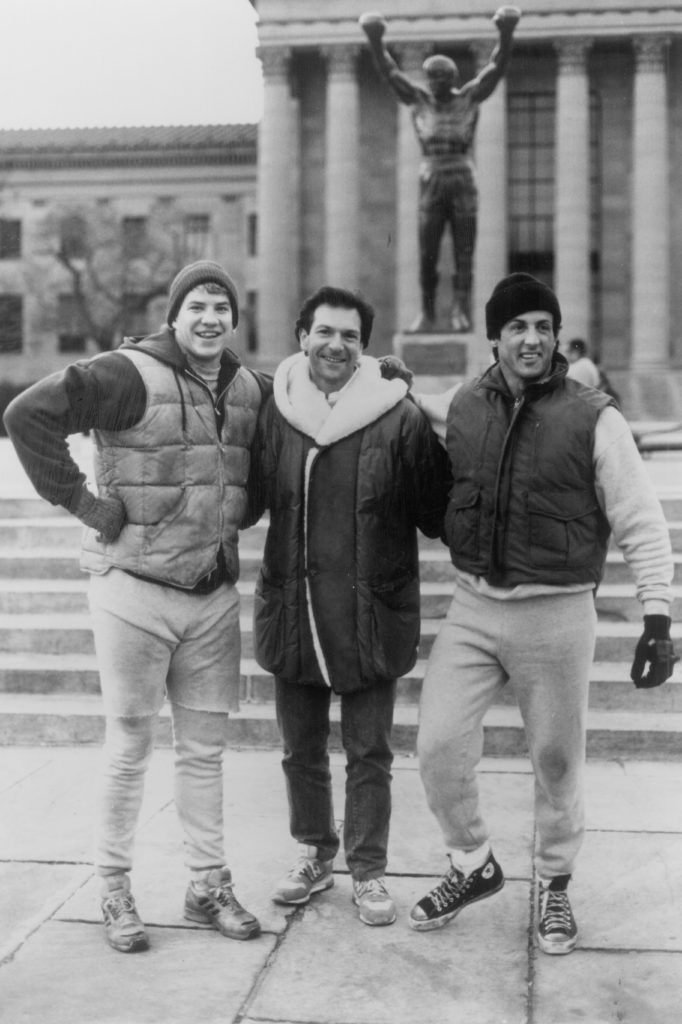
Томми Моррисон и Сильвестр Сталлоне (1990 год)

## Личная жизнь
В молодости Моррисон был известен своими любовными похождениями, практиковал только незащищённый секс и хвастался тем, что одновременно встречался с десятью женщинами. Благодаря его внешности, славе и физическим данным, отбоя от девушек у него не было. В 1996 году Моррисон дважды женился: в мае — в Лас-Вегасе на Дон Фримен (англ. Dawn Freeman), в сентябре — в Тихуане на Дон Гилберт (англ. Dawn Gilbert); через некоторое время женщины узнали друг о друге, но лишь в 1998 году Моррисон развёлся с Гилберт и перестал быть двоежёнцем; тем не менее, брак с Дон Фримен распался после того, как Моррисон оказался в тюрьме, после выхода из которой он развёлся с Фримен и повторно женился на Гилберт в 2001 году; в этом браке родился его третий сын, Tristin Duke Morrison, для появления которого Моррисон прибегнул к специальной процедуре, очищающей сперму от вируса ВИЧ. Также ему была проведена операция по восстановлению спермы, так как, после рождения второго сына в 1990 году, он сделал вазэктомию. Повторный брак Моррисона и Гилберт распался в 2007 году; его последней женой, с 2011 г. и до смерти, стала Триша Хардинг (англ. Trisha Harding).
За свою боксёрскую карьеру Томми заработал 12 миллионов долларов, но к концу жизни остался практически без средств к существованию.
У него осталось также два старших сына, Trey Lippe Morrison (1989 г. р.) и James Kenzie Witt-Morrison (1990 г.р.). Оба с 2014 года пошли по стопам отца и до 2021 года были непобеждёнными боксёрами-профессионалами в супертяжёлом весе, хотя пока не достигли профессиональных высот своего отца. В конце 2021 и начале 2022 года оба потерпели поражения.

## Смерть
Неизвестно, когда Моррисон перестал принимать терапию от ВИЧ. 23 августа 2013 года мать Томми Моррисона сообщила, что её сын тяжело болен СПИДом и практически прикован к постели уже в течение года. Моррисон и его последняя жена, Триша Хардинг, до последнего отказывались признавать, что у него ВИЧ, отказывались сдавать анализы и принимать терапию. Хотя у него были внешние признаки саркомы Капоши, которая появляется у многих больных СПИДом в последней стадии, Моррисон заявлял, что его покусали комары.
1 сентября 2013 года Моррисон скончался. Вскрытие не проводилось, тело Моррисона было кремировано. Со слов его жены, которая отрицает официальную точку зрения ВИЧ/СПИД, причиной смерти Томми стали респираторный и метаболический ацидоз и полиорганная недостаточность.